# Săratu
Săratu – wieś w Rumunii, w okręgu Vaslui, w gminie Stănilești. W 2011 roku liczyła 37 mieszkańców.